# Milionia glaucans
Milionia glaucans är en fjärilsart som beskrevs av Stoll 1782. Milionia glaucans ingår i släktet Milionia och familjen mätare. Inga underarter finns listade i Catalogue of Life.

## Bildgalleri

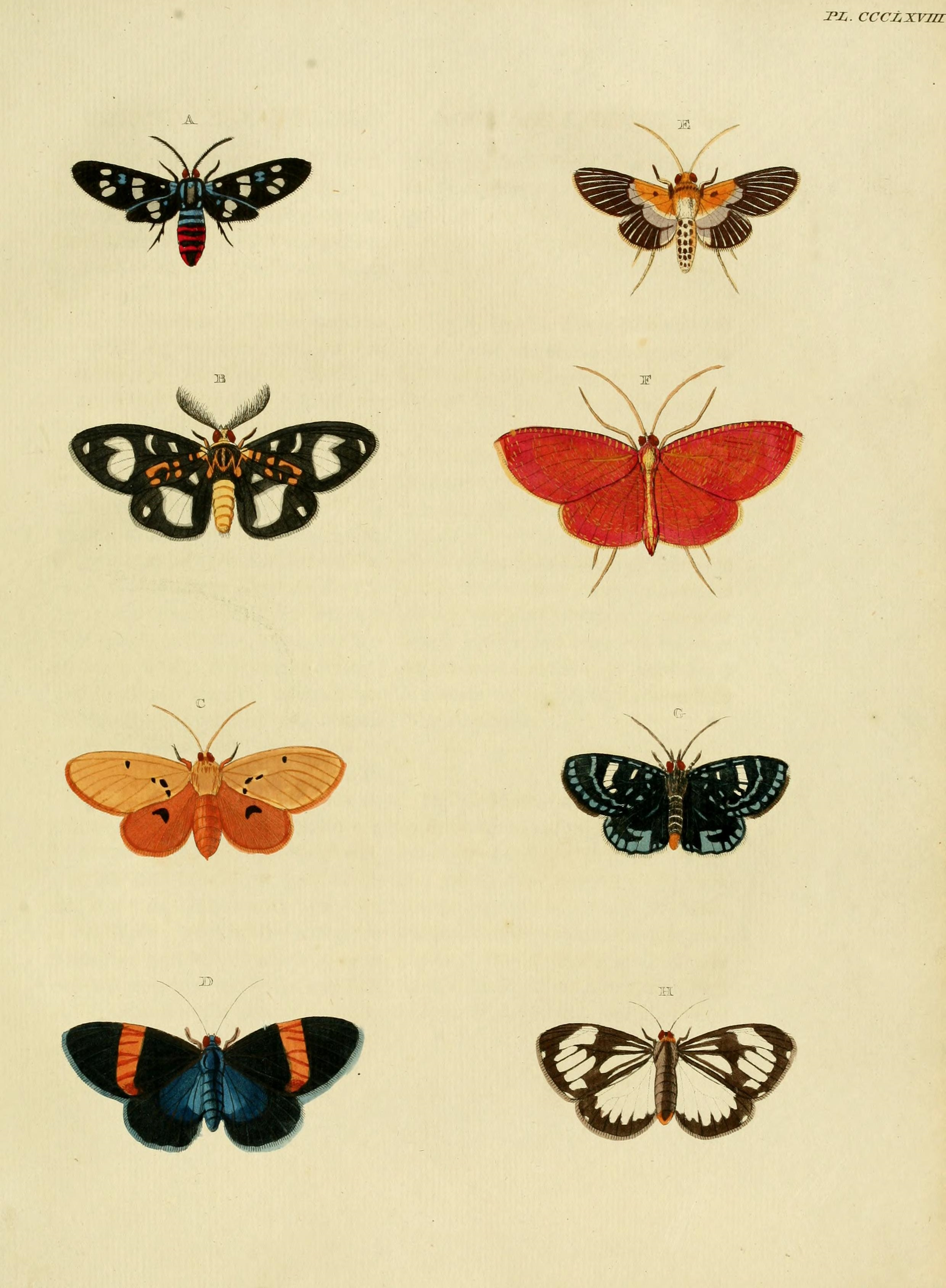